# Dengaku (música)

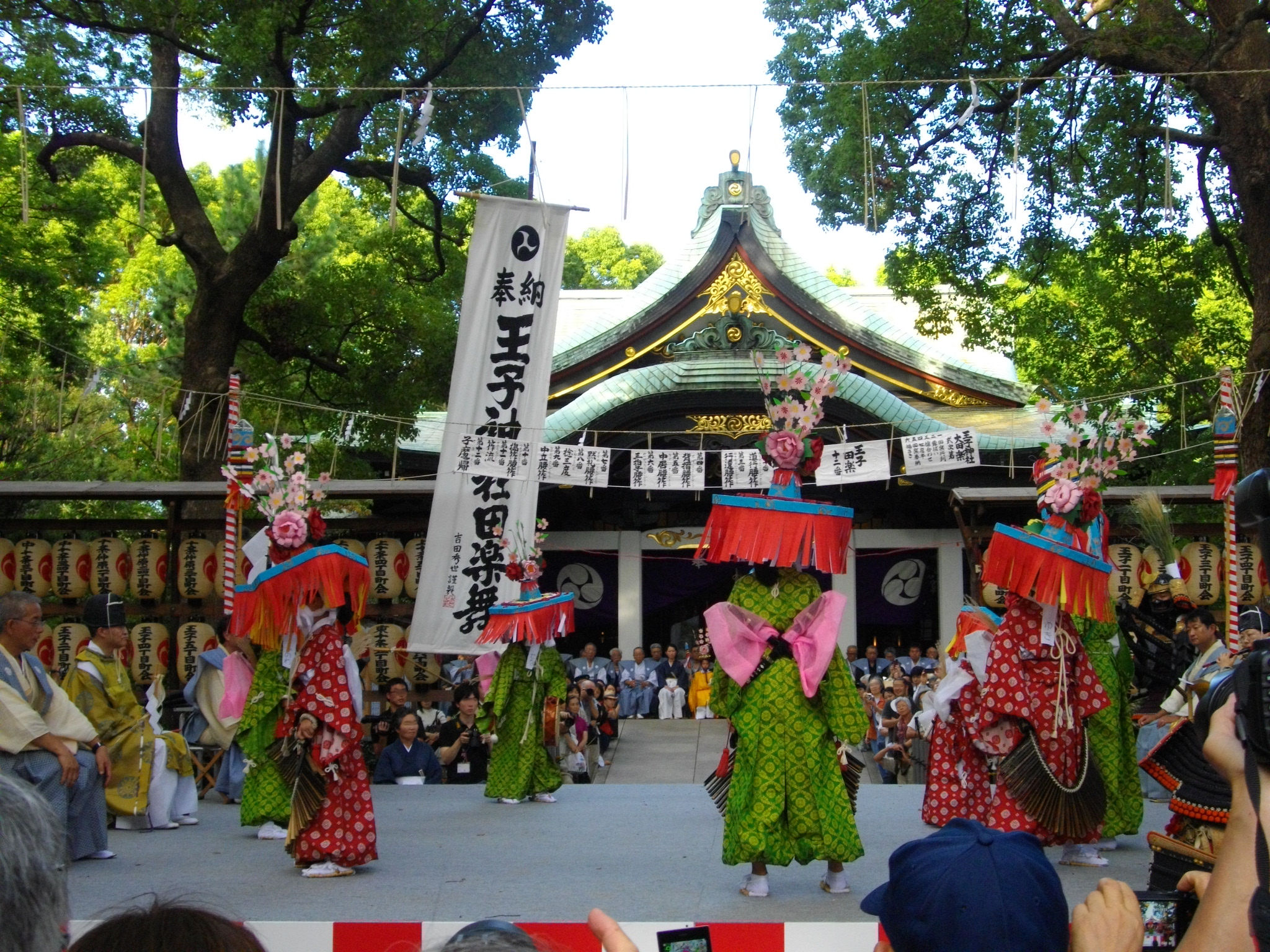
Denkagu en Kioto en 2014.

El dengaku (en japonés: 田楽, literalmente «música de arrozal») es un arte rústico japonés que combina la música y la danza.
Son celebraciones rústicas japonesas que se pueden clasificar en dos tipos: el dengaku que se desarrolló como acompañamiento musical de las celebraciones de la plantación de arroz y las danzas de dengaku que se desarrollaron en conjunto con el sangaku. El dengaku que se celebraba para la siembra de arroz era interpretado por los aldeanos ya sea en Año Nuevo o durante la temporada de siembra a principios del verano. Solo en el siglo XIV estas danzas fueron llevadas a las ciudades e incorporadas al teatro Noh, en particular por el dramaturgo y actor Kan'ami. El instrumento del dengaku es el sasara, un instrumento de percusión de madera con palmas, aunque hay otros instrumentos que pueden ser utilizados. En el Eiga monogatari hay una descripción detallada del dengaku para plantar arroz. Después de ser adaptado por los aristócratas, el dengaku floreció hasta el final del período Heian y se convirtió en el principal arte escénico del Kamakura y parte del período Muromachi.
Al final de la dinastía Muromachi, el dengaku fue eclipsado por el sarugaku. Hoy en día apenas sobrevive como arte escénico folclórico.
El dengaku estaba estrechamente ligado a la religión japonesa nativa del sintoísmo .Elementos ritualistas de esta se incorporaron con el sarugaku para formar el teatro Noh.

## Diferentes puntos de vista del dengaku
A continuación se presentan algunas perspectivas diferentes sobre el dengaku, parafraseadas y resumidas de tres artículos diferentes revisados por expertos. Todas las ideas y citas de las tres secciones siguientes pertenecen a los autores de los artículos o a quien ellos mismos hayan citado en su artículo.

### Aspecto político de Dengaku[1]
A finales del siglo XI, Kioto experimentó actuaciones de dengaku que atrajeron a toda clase de personas, ya sea como observadores o como participantes. Algunos de estos eventos terminaron pacíficamente con otros en la violencia. Pero todos se caracterizaron por desfiles de personas vestidas con trajes coloridos mientras bailaban y tocaban música a todo volumen.
El dengaku comenzó como la música y el baile que se realizaba en conjunción con el trabajo de campo llamado ta-asobi.  Esta forma de entretenimiento rural evolucionó durante el período Heian en respuesta a diversos movimientos sociales, económicos, políticos y culturales.  Dos tipos de dengaku se desarrollaron en la última mitad del período. El primero era el entretenimiento que acompañaba al trabajo de campo, pero con nuevos elementos: el aspecto de entretenimiento cada vez más dominante y el creciente interés mostrado por los nobles locales. La nobleza deseaba «dominar las zonas rurales, aumentar las cosechas y, por tanto, impulsar los ingresos fiscales del campo». El segundo se originó en los templos y santuarios de la zona de Kioto, que empezaron a añadir el dengaku a sus ritos y servicios sagrados debido a la creciente popularidad del entretenimiento y su capacidad para atraer a grandes audiencias.

### Dengaku y “folclorismo”[2]
El folclorismo es «el folclore que se exhibe, principalmente con fines de turismo o de preservación cultural». La presentación de las artes escénicas folclóricas de Japón se producen con frecuencia "«fuera de contexto» en una serie de eventos para la cultura popular y el turismo en los que el contexto «se entiende como festivales y ceremonias sintoístas o budistas locales». Los estudiosos han dividido estas artes interpretativas en categorías que incorporan estos contextos: las conocidas como dengaku suelen formar parte de los festivales de finales del invierno o principios de la primavera para garantizar un ciclo agrícola satisfactorio.
Thornbury indica que el estudio de las artes escénicas folclóricas comenzó a fines del decenio de 1920 y es «una importante esfera de investigación tanto en la investigación del folclore como en la investigación de las artes escénicas en general».  Señaló que a menudo los estudios que surgieron de estos dos campos de investigación tenían poco que ver entre sí o con las realidades de las artes escénicas folclóricas tal como existen actualmente. Una excepción fue la labor de Yamaji Kōzō, que identificó siete pautas para describir la forma en que las actuaciones podían arraigarse en las comunidades. Los siete patrones identifican una base histórica para comprender la relación entre las artes escénicas populares y las regiones asociadas: mostrar la importancia de las artes escénicas populares en la historia cultural del Japón. Yamaji menciona directamente el dengaku en el segundo y tercer patrón.
El segundo patrón de Yamaji, que abarca desde finales del siglo XII hasta finales del XVI, cuando los nobles y los poderosos complejos religiosos establecieron castillos provinciales que introdujeron festivales como los que se celebraban en Kioto para honrar a sus deidades. Algunos artistas fueron enviados desde la capital pero la mayoría se desarrollaron localmente. Yamaji se refiere a las procesiones de este período con sus despliegues de artes escénicas como dengaku odori (danzas de dengaku). El Kasuga Wakamiya Onmatsuri, que comenzó en 1136, es uno de los eventos de artes escénicas folclóricas mejor documentados del Japón y es un ejemplo de este patrón.
La tercera, que data del mismo período que la segunda pauta, se centra en las artes escénicas que se incorporaron a los ceremoniales de los templos budistas establecidos por los clanes locales.  Ennen es el término general para tales artes escénicas como el dengaku odori. Se contrataba a artistas con experiencia profesional en estas artes escénicas particulares para enseñar a los sacerdotes y a los jóvenes en formación en los templos. Un ejemplo actual de este patrón es Motsuji Ennen (Prefectura de Iwate).
Si bien el análisis de Yamaji no puede dar cuenta de todas las formas de artes escénicas folclóricas, las pruebas de una gran parte son insuficientes para tener certeza, pero desestima la noción de que las artes escénicas folclóricas son creaciones originalmente locales. Esto no quiere decir que todas las artes escénicas folclóricas hayan nacido en una capital cultural: ta-asobi es una excepción que se menciona con frecuencia.

### Punto de vista carnavalesco[3]
Shuten Dōji o Demonio Borracho es «una de las leyendas oni más famosas y populares de la literatura japonesa medieval». Según la leyenda, Shuten Dōji (señor de los onis) y sus seguidores estaban «secuestrando y devorando a las jóvenes doncellas de Kioto» y los guerreros fueron enviados por la corte imperial para destruirlos. Los guerreros, ayudados por las deidades asistentes, llevaron a cabo esta misión: rescatar a los supervivientes y restaurar la paz en la tierra.  La literatura carnavalesca «invierte las estructuras de poder, desmitificando y satirizando lo que una cultura particular considera serio o sagrad»o.  En un momento de la leyenda, un grupo de onis disfrazados de una compañía de dengaku emerge para entretener a los guerreros. Una mirada feroz los aleja.
El significado general de dengaku «se refiere a todos los rituales relacionados con la agricultura y por lo tanto con la fertilidad y la regeneración». Podría describirse simplemente como una forma de danza en la que algunas personas tocan instrumentos musicales mientras bailan en varias combinaciones. En el pergamino de ekotoba Ōeyama, dos guerreros visitan un santuario para rezar para solicitar protección y se entretienen con el dengaku. En la escena del palacio del villano, los oni también realizan dengaku. Los lugares de las actuaciones son similares. Los ángulos de los edificios son los mismos. Las posturas y los trajes son idénticos. El dengaku de los onis baila la danza más saludable en el santuario: la actuación en el santuario es para que las oraciones de los guerreros tengan éxito en su misión, mientras que el oni dengaku busca engañar a los guerreros para facilitar su muerte.
El dengaku es descrito como bienvenido por todas las clases por su capacidad de recaudación de fondos. Un monje organizó un concurso de dengaku para recaudar fondos para la construcción de un puente. Los asistentes a la representación iban desde miembros de la corte imperial hasta plebeyos. Todos los asistentes quedaron fascinados por el dengaku hasta que el derrumbe del puesto de examen se cobró la vida de personas de todos los orígenes. Este contraste entre un rito de fertilidad y la muerte de personas inocentes es importante para este evento carnavalesco: representa tanto la destrucción como la renovación.
El crecimiento de las artes escénicas fue considerado por parte de la sociedad japonesa como un mal augurio: «la repentina aparición de oni como una tropa de dengaku en la historia puede ser vista como un presagio de la perdición de Shuten Dōji». Podría decirse que este ritual carnavalesco llevó a la desaparición de Shuten Dōji. La derrota de Shuten Dōji trae un tiempo de paz en Japón con una renovada autoridad imperial y un reconocimiento adicional de la clase guerrera. Desde un punto de vista carnavalesco, la danza es tanto una danza de muerte como de renacimiento.

## Dengaku en la actualidad
El Nachi "“Festival del Fuego de Nachi” que se dice que es uno de los tres mayores festivales de fuego de Japón. Forma parte del festival anual del Santuario Nachi-taisha de Kumano y se llama oficialmente Ogi Matsuri o Festival del Abanico. Este festival, que se celebra anualmente el 14 de julio, está dedicado al dios en el recinto del santuario de Nachi-taisha.
La compañía ACT.JT realizó  en la terraza de la Casa de Vacas (en Madrid, España) esta danza con la participación de diez voluntarios españoles en un intercambio cultural. Este evento se realizó en el marco de los eventos del doble año España-Japón.